# Auferstehungskirche (Hannover)

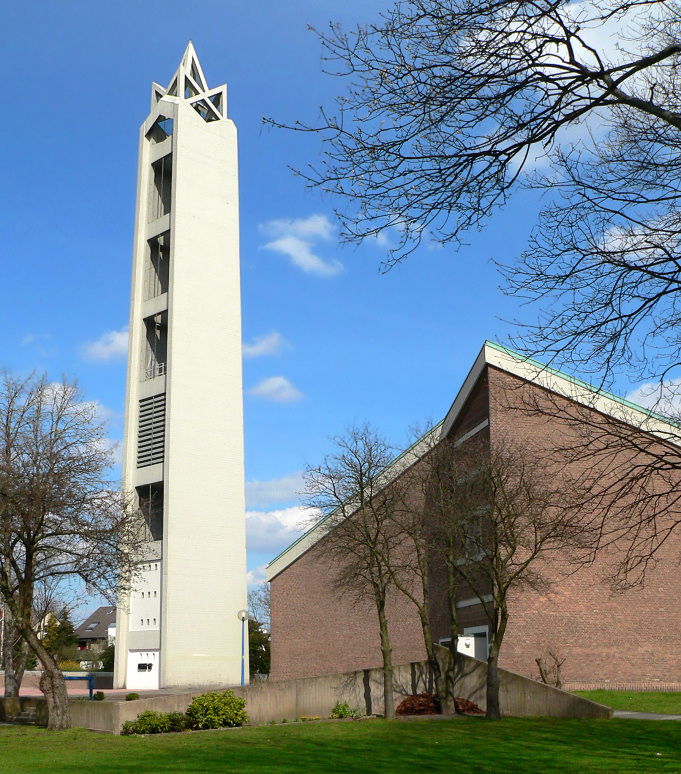
Auferstehungskirche in Hannover

Die Auferstehungskirche in Hannover ist ein moderner Kirchenbau im Stadtteil Döhren unter der Adresse Helmstedter Straße 59.
Sie ist die Kirche der evangelisch-lutherischen Auferstehungskirchengemeinde Hannover-Döhren und Hannover-Seelhorst. Sie trägt ihren Namen aufgrund ihrer Lage an der Straße, die zum ehemaligen Haupteingang des Stadtfriedhofes Seelhorst führt. Die Gemeinde entstand zum 1. April 1957 als Ausgründung aus der St.-Petri-Gemeinde in Döhren aufgrund des schnell wachsenden Einzugsgebietes, das im Stadtteil Döhren östlich der Hildesheimer Straße liegt.
Der Kirchenbau mit Ausstattung und der Turm steht als Baudenkmal unter Denkmalschutz.

## Kirchenbau

Grundriss

Die Auferstehungskirche wurde von den hannoverschen Architekten Horst Langer und Andreas Friess entworfen und konnte Ostern 1964 ihrer Bestimmung übergeben werden. Die Kirche zählt zu den spannungsreichsten Kirchbauten, die in Hannover nach dem Zweiten Weltkrieg entstanden. Die gesamte Architektur spiegelt den Gedanken der Auferstehung wider.
Der geostete Grundriss der Kirche ist als unregelmäßiges Sechseck gestaltet, das an der dem Altar gegenüberliegenden Seite durch ein seitlich eingeschobenes Rechteck aufgebrochen wird. Durch die Form des Grundrisses, der Kubatur sowie der Lichtführung konzentriert sich der gesamte Raum auf den Altarbereich. Die Seiten- und Altarraumwände des Gebäudes werden durch keine sichtbare Konstruktion unterbrochen. Ein über den Seitenwänden gleichmäßig hohes verlaufendes Betongitterlichtband mit Füllungen aus farbiger Bleiverglasung ist an den Seitenwänden des Altarbereiches heruntergeführt und steigt an der Rückwand des Altarbereiches steil an.
Nach hinten wird der Raum durch drei Emporen (Gemeinde-, Orgel- und Chorempore) optisch begrenzt. Unter der Gemeindeempore ist die Vesperkapelle eingebaut, so dass zwei Sakralräume unter einem Dach vereint sind.
Die Kirche wurde konstruktiv als Betonskelettbau errichtet, der außen mit rotbraunen Ziegeln und innen mit weiß gestrichenen Kalksandsteinen verkleidet ist. Die Emporenbrüstungen wurden in Sichtbeton ausgeführt. Die Decke ist holzverschalt mit Schattenfugen und soll gestalterisch an das Dach eines Zeltes erinnern. Die größte Länge der Kirche beträgt 34,90 m, die größte Breite 32,80 m, die Höhe des Firstes 14,50 m, die bebaute Fläche 770 m². Der Hauptraum verfügt über ca. 320 Plätze.
Der Campanile ist aus Stahlbeton errichtet und hat eine Höhe von 39,5 m.

## Ausstattung
Zentrum des Innenraumes ist der elegant geschwungene Altar aus Basalt. Über dem Altar hängt ein monumentales Kruzifix aus Bronzeguss, in Anlehnung an mittelalterliche Triumphkreuze. Die außen mit Bronzeplatten beschlagene Kirchentür ist mit einem versenkten Relief versehen, das an die Berufung des Mose durch Gott im brennenden Dornbusch erinnert (2 Mos 3 ). Entworfen wurde das Kruzifix und die Bronzeplatten der Eingangstür von Siegfried Zimmermann. Die Taufschale aus Bronzeguss stammt von Ursula Querner-Wallner.
Das Lichtbandes mit seiner leuchtenden Farbigkeit der Bleiverglasung stellt eine moderne Adaption der antiken Transennen dar und wurde von Gerhard Hausmann geschaffen.

### Orgel

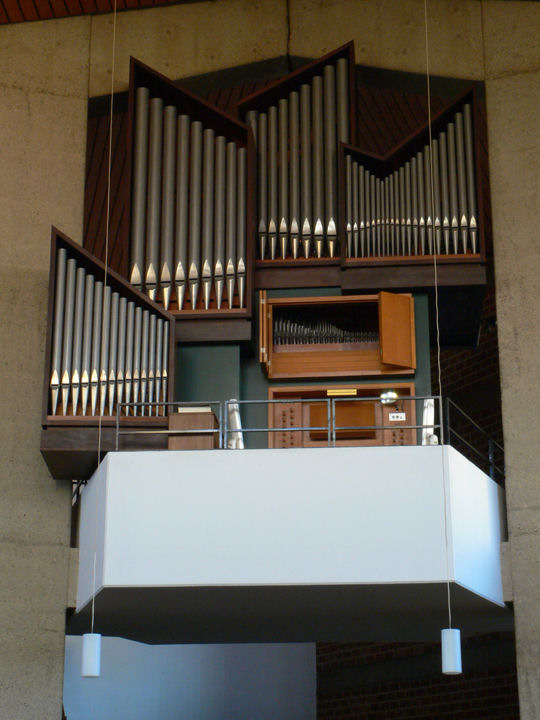
Prospektansicht

Die Orgel wurde 1969 durch die Orgelbauwerkstatt Gebrüder Hillebrand Orgelbau errichtet, zwei vakante Register wurden 1974 ergänzt. Das Instrument verfügt über 22 Register, verteilt auf zwei Manuale und Pedal. Die Trakturen sind mechanisch, die Windladen als Schleifladen ausgeführt.
| I Hauptwerk C–g3 |       |  |
| Prinzipal        | 8′    |  |
| Rohrflöte        | 8′    |  |
| Octave           | 4′    |  |
| Gedacktflöte     | 4′    |  |
| Blockflöte       | 2′    |  |
| Nasat            | 2 ⁄3′ |  |
| Mixtur IV-V      |       |  |
| Trompete         | 8′    |  |

| II Brustwerk C–g3 |       |
| Gedackt           | 8′    |
| Rohrflöte         | 4′    |
| Octave            | 2′    |
| Quinte            | 1 ⁄3′ |
| Sesquialtera II   |       |
| Scharf III        |       |
| Regal             | 8'    |
| Tremulant         |       |

| Pedal C–f1      |     |
| Subbass         | 16′ |
| Octave          | 8′  |
| Octave          | 4′  |
| Rauschpfeife II |     |
| Mixtur IV       |     |
| Posaune         | 16′ |
| Trompete        | 8′  |

- Koppeln: I/II, I/P, II/P
- Stimmung: Gleichstufig

### Glocken
Das vierstimmige „Auferstehungs“-Geläut wurde 1963 von Friedrich Wilhelm Schilling geschaffen. Alle Glocken sind am oberen Rand mit der Aufschrift „IHR SOLLT MEINE ZEUGEN SEIN“ (Apg 1,8 ) versehen. Das obere Schriftband ist bei der Glocke 1 mit 12 Kreuzen aufgefüllt, die oberen Schriftbänder der anderen Glocken mit jeweils einem Kreuz. Die einzelnen Glocken sind nach den Zeugen der Auferstehung Jesu Christi benannt und tragen am unteren Rand deren Osterbekenntnis.
| Nr. | Audio | Name            | Zweck        | Untere Inschrift                                                                    | Durchmesser (mm) | Gewicht (kg) | Schlagton (a′=435 Hz) |
| 01  |       | Die Jünger      | Betglocke    | DIE JÜNGER ■ DER HERR IST WAHRHAFTIG AUFERSTANDEN + LUK 24 ■ 34                     | 1.080            | 878          | fis′ + 3⁄16           |
| 02  |       | Petrus          | Sterbeglocke | PETRUS ■ HERR, DU WEIßT ALLE DINGE, DU WEIßT, DAß ICH DICH LIEB HABE + JOH. 21 ■ 17 | 970              | 609          | gis′ + 2⁄16           |
| 03  |       | Thomas          | Trauglocke   | THOMAS ■ MEIN HERR UND MEIN GOTT + JOH. 20 ■ 28                                     | 800              | 352          | h′ + 4⁄16             |
| 04  |       | Maria Magdalena | Taufglocke   | MARIA MAGDALENA ■ ICH HABE DEN HERRN GESEHEN + JOH. 20 ■ 18                         | 710              | 242          | cis′′ + 3⁄16          |
| 0   |       |                 |              |                                                                                     |                  |              |                       |

## Diskografie
1. ↑  Jesu, meine Freude. Chor- und Orgelwerke, CD, 1999, Ev.-luth. Auferstehungskirchengemeinde Hannover, Eigenverlag